# Serbischsprachige Wikipedia
Die serbischsprachige Wikipedia (serbisch Википедија на српском језику Vikipedija na srpskom jeziku) ist die Wikipedia in serbischer Sprache. Die serbischsprachige Wikipedia wurde am 16. Februar 2003 gegründet, am 20. November 2009 wurde der 100.000. Artikel geschrieben. Sie hatte im März 2020 über 631.000 Artikel, was sie zur größten Wikipedia einer südslawischen Sprachvarietät macht und den 20. Platz aller Wikipedia-Sprachversionen verschafft. Sie hatte etwa 260.000 Benutzer, davon 888 aktive.

## Geschichte
Die serbischsprachige Wikipedia wurde am 16. Februar 2003 zusammen mit der kroatischsprachigen Wikipedia eingerichtet. Davor gab es eine vereinigte serbokroatischsprachige Wikipedia, die weiterhin existiert. Die Hauptseite wurde am 22. April 2003 von einem unbekannten Benutzer mit der IP-Adresse 80.131.158.32 (möglicherweise aus Freiburg in Deutschland) vom Englischen ins Serbische übersetzt und der Benutzer Nikola Smolenski beendete die Übersetzung am 24. Mai 2003.
Während des Septembers 2003 schrieb Nikola Smolenski grundlegende Artikel und in der Oktober-Ausgabe von Svet kompjutera wurde sein Artikel über Wikis und Wikipedia veröffentlicht. Bald begannen sich weitere Benutzer, sowohl angemeldete als auch anonyme, zu beteiligen. Im Oktober 2003 übersetzte Nikola Smolenski das Benutzerinterface ins Serbische.

## Varianten
Die serbische Sprache benutzt zwei Alphabete, das kyrillische und das lateinische Alphabet. Es gibt auch zwei offizielle Dialekte: Ekavisch und Ijekavisch. Wenn man die Schriften und die Dialekte miteinander kombiniert, gibt es vier verschiedene Varianten (ekavisches Kyrillisch, ijekavisches Kyrillisch, ekavisches Lateinisch und ijekavisches Lateinisch).

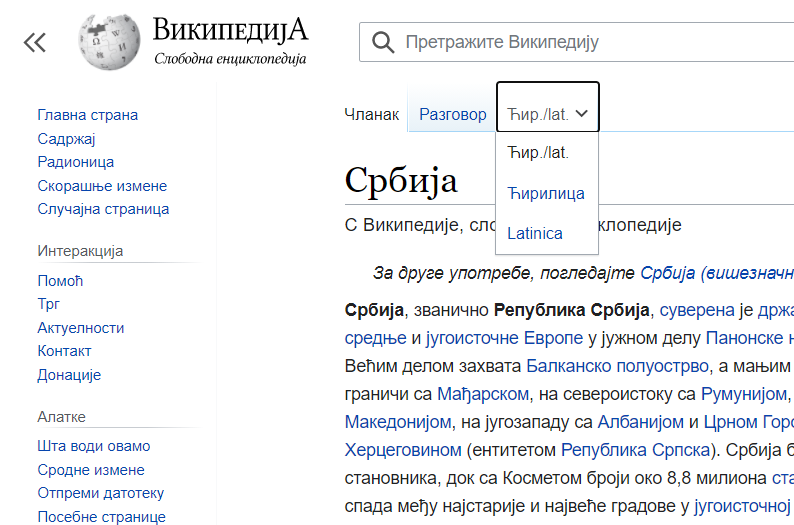
Das Interface zur Transliteration von kyrillischem und lateinischem Alphabet

Als die serbische Wikipedia gegründet wurde, benutzte sie nur das kyrillische Alphabet und beide Standarddialekte. Da jedoch beide Alphabete von serbischen Muttersprachlern gleichermaßen benutzt werden, wurden Anstrengungen unternommen, um die parallele Benutzung sowohl des kyrillischen als auch des Lateinischen Alphabetes zu ermöglichen. Der erste Versuch bestand darin, einen Bot zur dynamischen Transliteration für jeden Artikel zu verwenden. Über 1.000 Artikel wurden transliteriert, bevor die Durchführung aufgrund von technischen Schwierigkeiten gestoppt wurde. Das Konzept wurde später aufgegeben zugunsten eines Modells, das von der chinesischsprachigen Wikipedia angewendet wurde. Nach einigen Monaten wurde die Software komplettiert und nun hatte jeder Besucher die Option, zwischen beiden Alphabeten zu wählen, indem er Tabs oberhalb jedes Artikels verwendete. Es gibt spezielle Tags, die dazu verwendet werden, anzuzeigen, welche Wörter nicht transliteriert werden (beispielsweise Namen und Wörter, die in einer ausländischen Sprache geschrieben sind). Die verwendeten Anti-Transliteration-Tags sind:
- -{text here}-, was die Transliteration des Artikeltextes verhindert, und
- __NOTC__ or __БЕЗКН__, was die Transliteration des Lemmas verhindert.

Obgleich es immer noch technische Probleme gibt, funktioniert die kyrillisch-lateinische Transliteration größtenteils.
Die Ekavisch-Ijekavisch-Umwandlung ist allerdings sehr viel komplizierter und ihre Implementierung ist noch nicht komplett. Sie wird vermutlich ausgedehnte Tabellen von Wörtern in ekavischen und ijekaviaschen Formen erfordern. Vermutlich ist dies der erste erfolgreiche Versuch, eine Software zu entwickeln, die die parallele Arbeit in allen vier Varianten der serbischen Sprache ermöglichen.

## Gemeinschaft

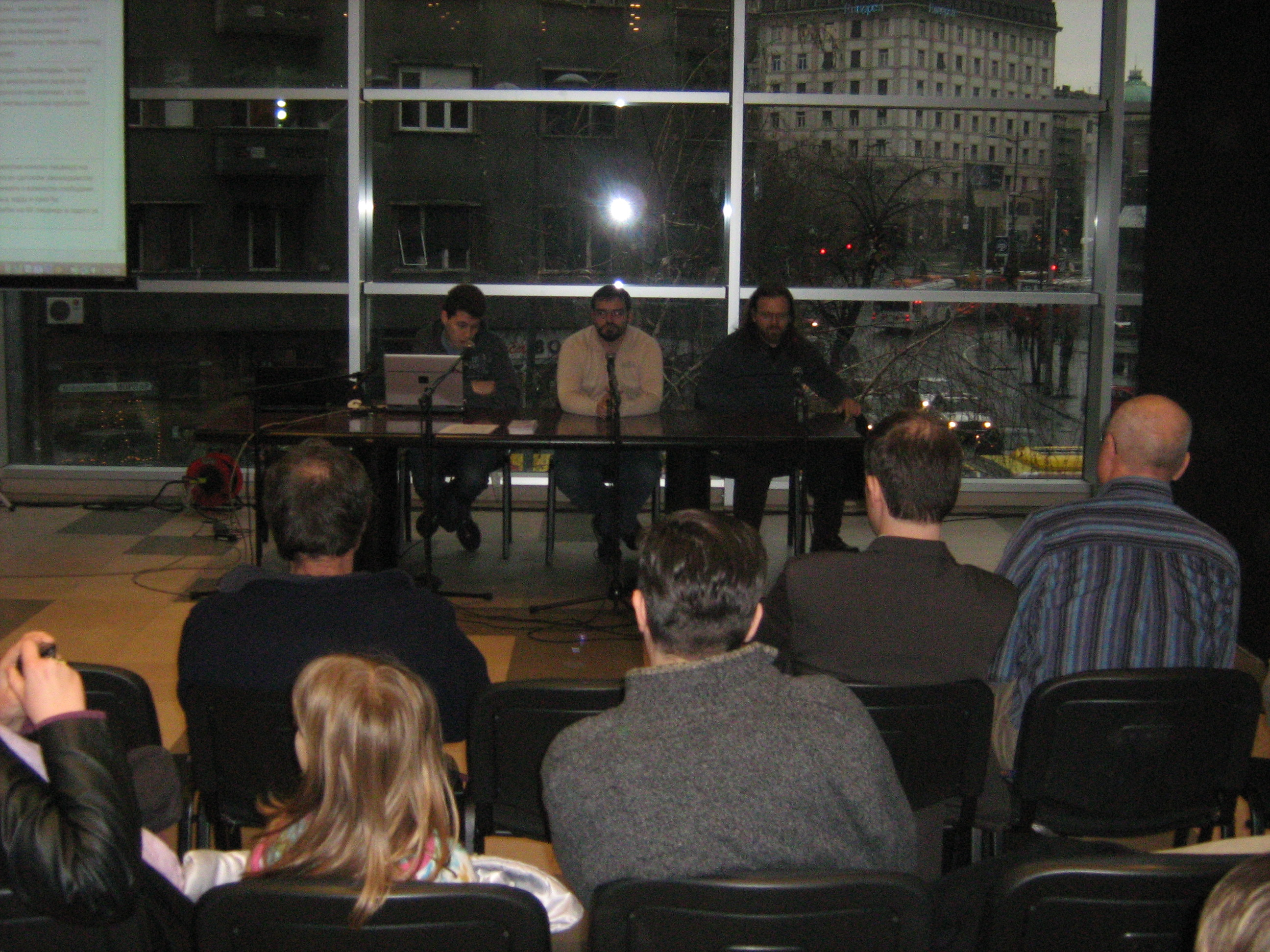
Dritte jährliche regionale Wikimediakonferenz im Belgrad Jugendcenter

Ab dem 15. Februar 2005 hatten die Mitglieder der serbischen Wikigemeinschaft regelmäßige Treffen in Belgrad (normalerweise im Belgrade Youth Center) und es gab davon mehr als hundert in den letzten vier Jahren. Am 3. Dezember 2005 gründeten sie die lokale Niederlassung der Wikimedia Foundation für Serbien und Montenegro. Das war die fünfte gegründete lokale Wikimedia-Foundation-Niederlassung in der Welt. Nach der Trennung von Serbien und Montenegro änderte die lokale Niederlassung ihren Namen in Wikimedia Serbien.
Wikimedia Serbien war der Gastgeber für alle vier Wikimediakonferenzen für Südosteuropa.

## Inhalte
Die serbischsprachige Wikipedia arbeitet mit den Fakultäten der Mathematik, Organisationswissenschaften und Bergbau und Geologie der Universität Belgrad sowie der Universität Megatrend zusammen; Studenten dieser Fakultäten schreiben gelegentlich Artikel für die serbischsprachige Wikipedia.
Wegen der Ähnlichkeit der serbokroatischen Sprachen (Serbisch, Kroatisch, Serbokroatisch und Bosnisch) gibt es die Möglichkeit des Kopierens und Anpassens von Artikeln von der einen in eine andere Sprachversion dieser Wikipedias. Ein weiteres serbisches Sprachprojekt, die serbischsprachigen Wikinews, hatten im Oktober 2010 mehr als 52.000 Artikel, so dass die Wikipedia-Artikel oft mit den aktuellen Nachrichten verknüpft werden können.
Eine Kontroverse entstand 2006, als einige 10.000 Artikel über französische Gemeinden per Bot erstellt wurden. Das Problem bestand darin, dass solche Artikel eine Transkription benötigten und dieser Prozess langsam verlief.
Ungefähr 1500 handgeschriebene Artikel, von denen einige über Themen mit Bezug auf soziale Arbeit handeln, die sogar die englischsprachige Wikipedia nicht hatte, wurden aus dem Lexikon der Sozialen Arbeit per Bot in die serbischsprachige Wikipedia geladen, nachdem ihr Autor Ivan Vidanović angeboten hatte, sie unter GFDL zu veröffentlichen.
Zwischen September und Oktober 2007 wurden neue Artikel über mehr als 4300 Städte in Serbien und 1250 Städte in Montenegro per Bot erstellt. Schon existierende Artikel (über 1600 Städte aus Serbien und 80 Städte aus Montenegro) wurden manuell mit botkreierten Artikeln verschmolzen.
Vom 13. bis zum 17. Juli 2009 wurden über 2400 Artikel über künstliche Satelliten aus dem sowjetischen Kosmos-Programm erstellt, und im August 2009 kamen weitere 7840 Artikel über Deep-Sky-Objekte des New General Catalogues hinzu.

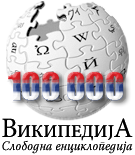
Das Logo der serbischsprachigen Wikipedia für den 100.000 Artikel (11. Oktober 2009)
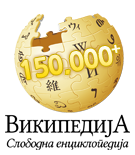
Das Logo der serbischsprachigen Wikipedia für den 150.000 Artikel (20. November 2011)
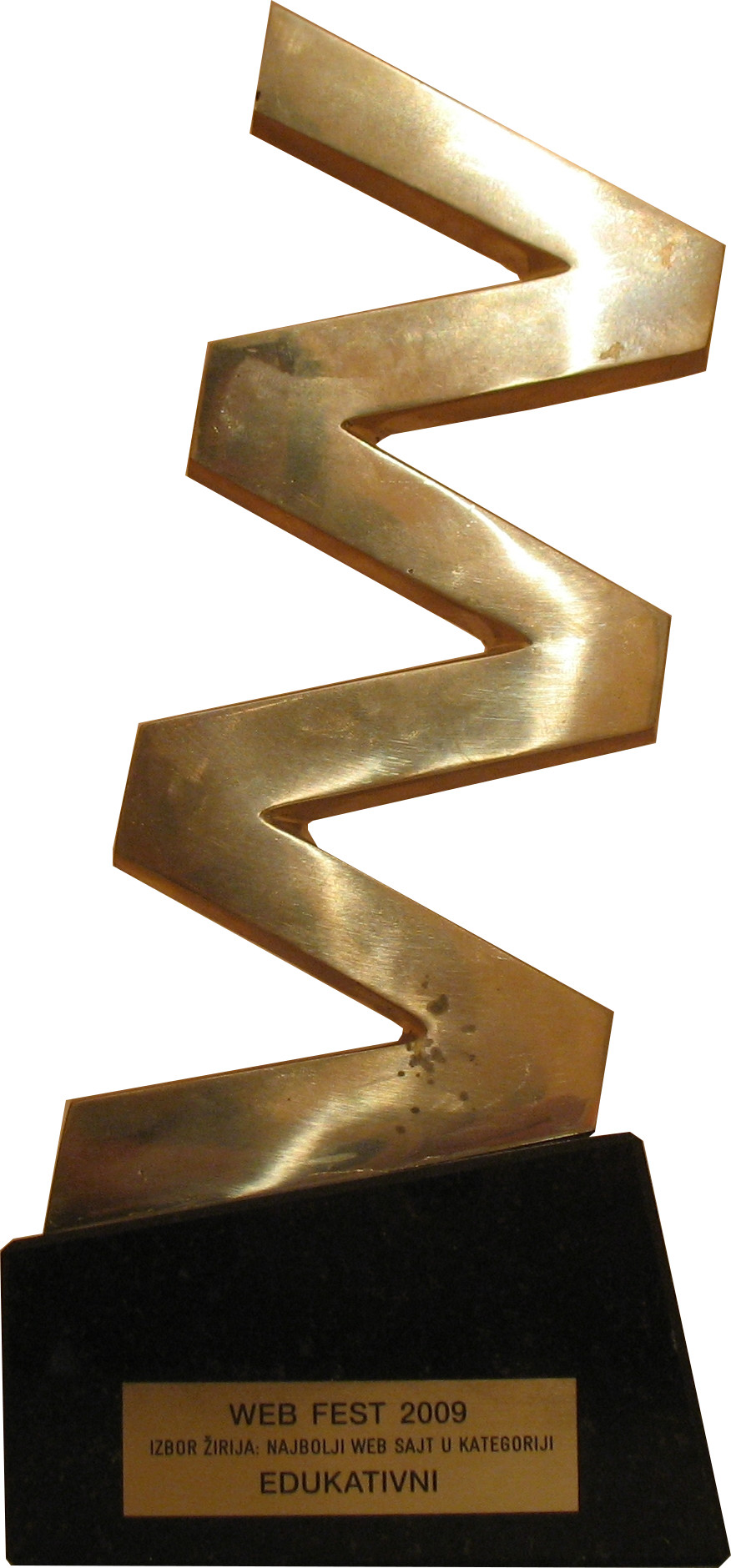
Web Fest 2009 Award in der Kategorie beste pädagogische Internetseite in Serbien für sr.wikipedia.org

## Meilensteine
- 1000 Artikel: Juli 2004
- 10.000 Artikel: 24. März 2005
- 50.000 Artikel: 22. August 2007
- 100.000 Artikel: 20. November 2009
- 200.000 Artikel: 6. Juli 2013
- 300.000 Artikel: 3. November 2014
- 400.000 Artikel: 11. Januar 2018
- 500.000 Artikel: 14. Januar 2018
- 600.000 Artikel: 16. Januar 2018